# Ragna Nielsen
Ragna Vilhelmine Ullman Nielsen (Kristiania, 17 de juliol de 1845 - Kristiania, 29 de setembre del 1924) fou una educadora, pedagoga, escriptora, política i feminista noruega. Pionera en educació, fou fundadora de la primera escola mixta noruega. Lluità pels drets de les dones.

## Biografia
Ragna Nielsen nasqué a Kristiania (actual Oslo), filla del fiscal general Jørgen Axel Nicolai Ullmann i de la seua esposa, la pedagoga, publicista, crítica literària i feminista Vilhelmine Dunker. El seu germà fou el polític i educador Viggo Ullmann. A més a més, era neta de l'escriptora Conradine Birgitte Dunker.
Va assistir a l'escola de xiquetes fundada per la seua mare del 1852 al 1858, i després a l'escola privada de xiquetes de Hartvig Nissen fins al 1860.(3)

## Educadora
Nielsen va seguir els passos de la seua àvia i la seua mare i començà a fer classes particulars als 15 anys a l'escola de xiquetes Nissen per a ajudar econòmicament sa mare després de la separació dels seus pares. Després d'acabar els estudis el 1863, fou una de les primeres mestres professionals del país i continuà ensenyant a l'escola Nissen fins al 1879. Aquest any, es casà i se n'anà a Tromsø, on treballà a l'escola pública per a xiquetes, així com com a professora d'alemany, noruec i francés a l'escola per a xiquets, la qual cosa era inusual llavors. Divorciada, va tornar a Kristiania el 1884.
El 1885, va fundar la Fru Nielsens Latin-og Realskole (Escola llatina i reial de la senyora Nielsen) a Oslo, que començà com un projecte per a xiquetes, i aviat esdevingué la primera escola comunitària amb classes mixtes des del jardí d'infants fins a l'escola secundària: s'hi impartien classes de llatí obligatòries i tenia un gimnàs també mixt. El personal docent era mixt: aleshores era inaudit que una dona ensenyés a xiquets. L'escola fou una de les més importants de la ciutat; finalment, però, va tancar el 1927 (després de la seua defunció). És la primera dona directora d'una escola secundària a Noruega.(3)

## Drets de les dones
Fou cofundadora de l'Associació Noruega pels Drets de les Dones, que va presidir durant uns deu anys (1886-1888 i després 1889-1895); l'associació treballava sobre la moral i la millora de la seguretat jurídica de les dones. L'objectiu de Ragna Nielsen era el lliure accés a totes les professions, a totes les àrees de l'educació i a la plena igualtat en els drets civils i legals. Per a ella "el destí de les dones és justament el mateix que el dels hòmens: convertir-se en éssers humans."
Ara és l'organització noruega no partidista més antiga i rellevant en la defensa dels drets de dones i xiquetes.
Ragna Nielsen també cofundà la Kvindestemmeretsforeningen (Associació pels drets del vot de les dones) el 1898 i en formà part de la junta directiva del 1903 al 1913, l'any de la seua dissolució per l'obtenció del dret al sufragi femení a Noruega.
També participà en la Norsk Fredsforening (Associació Noruega de la Pau), la Læseforening for kvinder (Societat de lectura per a dones) o el Hjemmenes Vel (Benestar a casa), que aplegava mestresses de casa.
El 1906, era una de les primeres sis dones triades per al Consell Municipal de Kristiania. Per a poder ser triada, canvià el seu discurs sobre el sufragi femení per donar suport a un sufragi reservat per a les dones subjectes a ingressos. Considerava que sols una minoria de dones havia aconseguit el nivell d'educació i autonomia per a poder votar, una opinió molt controvertida en aquest moment.(7)
Cofundà l'organització lingüística Riksmålsforbundet el 1907, que reivindicava la llengua, cultura i tradicions noruegues com a part de la identitat nacional. Va presidir l'organització del 1910 al 1911.
Era una excel·lent oradora.(10)

## Espiritisme
S'interessà per l'espiritisme, en els vincles entre vius i morts i la pràctica de l'escriptura automàtica. Fundà la Norsk Selskap for Psykisk Forskning (Societat Noruega de Recerca Psíquica) al 1917.

## Publicacions
Nielsen cofundà la revista femenina Norske Kvinder (Dones noruegues) el 1921.(2) Escrigué molts articles en la premsa diària i en publicacions periòdiques.
Publicà alguns llibres, com ara Norske kvinder i det 19de aarhundrede del 1904, Fra de smaa følelsers tid del 1907 (publicat anònimament) i Sisyphos og de politiske partier del 1922.
Analitzà la poesia de Henrik Ibsen i Bjørnstjerne Bjørnson sota la perspectiva de gènere.(3)

## Vida privada
Es va casar amb el fiscal i cap de policia Ludvig Nielsen el 1879. El matrimoni va acabar en separació el 1884, tot i que ella va continuar dient-se "Sra. Nielsen".
Era la bestia de l'actriu Liv Ullmann.
És soterrada al Vår Frelsers gravlund (Cementeri del Salvador).
Des del 1955 un carrer d'Oslo duu el seu nom en homenatge.